# Bahnhof Dannenberg Ost
Der Bahnhof Dannenberg Ost ist einer von zwei Bahnhöfen in Dannenberg und heute Endpunkt der Wendlandbahn von Lüneburg. Er hat zwei Bahnsteige, von denen allerdings im Fahrplanverkehr nur ein Gleis genutzt wird. Das Empfangsgebäude steht unter Denkmalschutz.
Im Osten des Bahnhofs befindet sich die Verladestation Dannenberg für Castortransporte zum Brennelemente-Zwischenlager Gorleben.

## Anlage
Der Bahnhof Dannenberg-Ost liegt etwa 2 km östlich der Altstadt Dannenberg. Sein Empfangsgebäude, errichtet im Jahr 1874, ist ein zweigeschossiger, verputzter Backsteinbau mit Flachdach. Westlich befindet sich ein dreigeschossiger, dreiachsiger Risalit, während östlich auf der Zufahrtsseite ein Rundturm steht. An diesen schließt sich nach Osten ein eingeschossiger, dreiachsiger Anbau an. Im Erdgeschoss sind Rundbogenfenster eingebaut.
Das Empfangsgebäude liegt parallel zu den Gleisen südlich davon. Es besitzt große Bedeutung im Rahmen der Ortsgeschichte von Dannenberg. Es ist ein Zeugnis- und Schauobjekt aufgrund seiner beispielhaften Ausprägung eines Gebäudetypus, der an eine Lokomotive erinnert. Es prägt das Ortsbild und bildet ein wesentliches Element des räumlichen Gefüges des Bahnhofsplatzes.

## Geschichte
Der Bahnhof Dannenberg Ost war früher ein Knotenpunkt zwischen folgenden Strecken:
- Bahnstrecke Wittenberge–Buchholz
- Bahnstrecke Salzwedel–Dannenberg
- Bahnstrecke Uelzen–Dannenberg

## Heutige Situation
Nachdem die Strecken zwischen Dannenberg, Lüchow, Uelzen und Wittenberge stillgelegt wurden, wurde der Bahnhof zurückgebaut. So gibt es heute zwar noch beide Bahnsteige, es wird davon allerdings nur noch der Hausbahnsteig bedient. Das Gleis daneben führt zur Verladestation. Das Gebäude wurde 2012 gemeinsam von der Stadt Dannenberg und den Diakonischen Einrichtungen Wendland renoviert. Der JuniorBahnhof, eine Einrichtung des Kirchenkreises Lüchow-Dannenberg, verkauft Fahrkarten und betreibt einen Kiosk. Der Bahnhof ist durch einen Fahrdienstleiter besetzt.

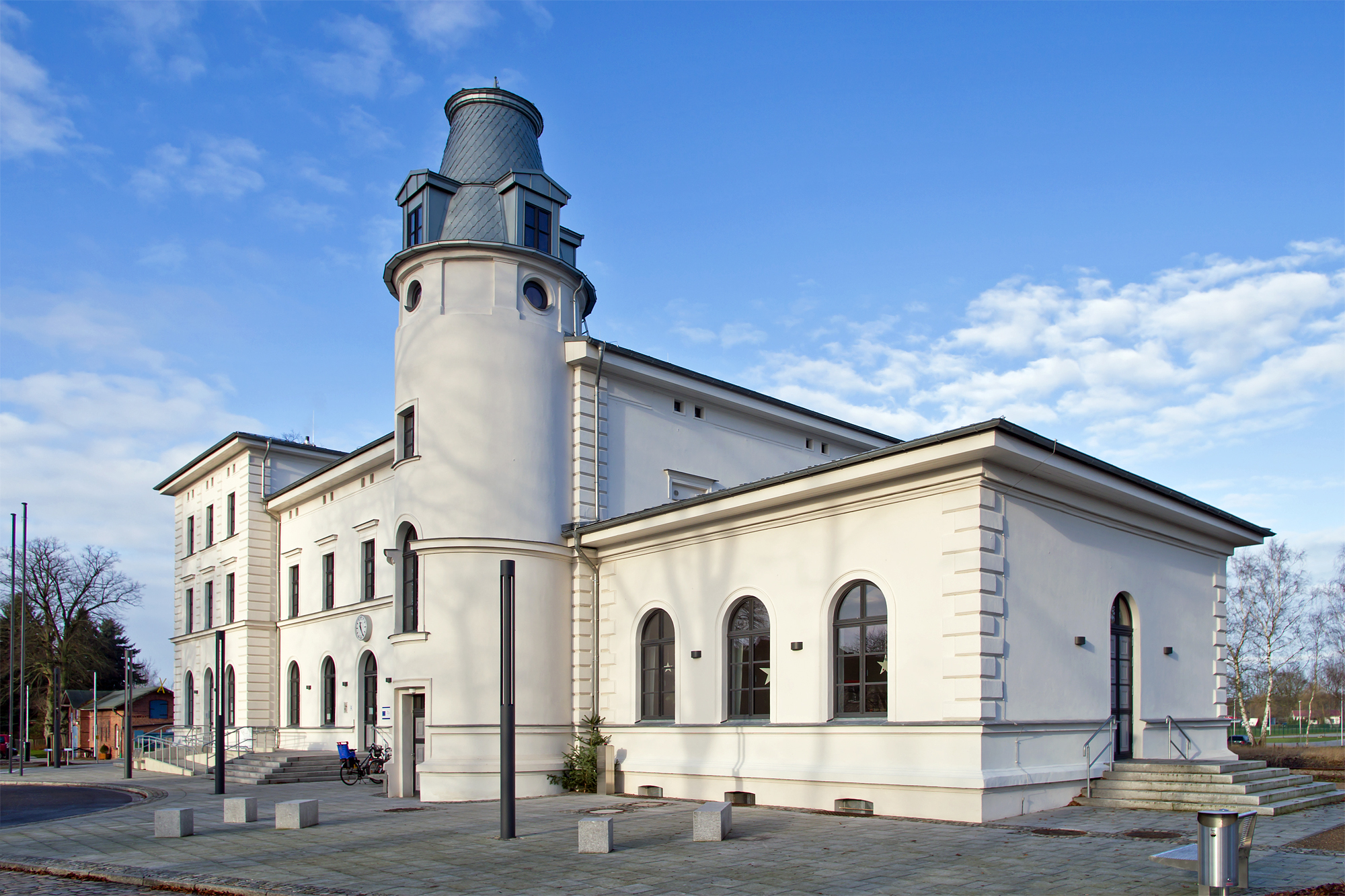
Südostansicht; der Raum im flachen Gebäudeteil im Vordergrund dient als öffentlicher Veranstaltungsort
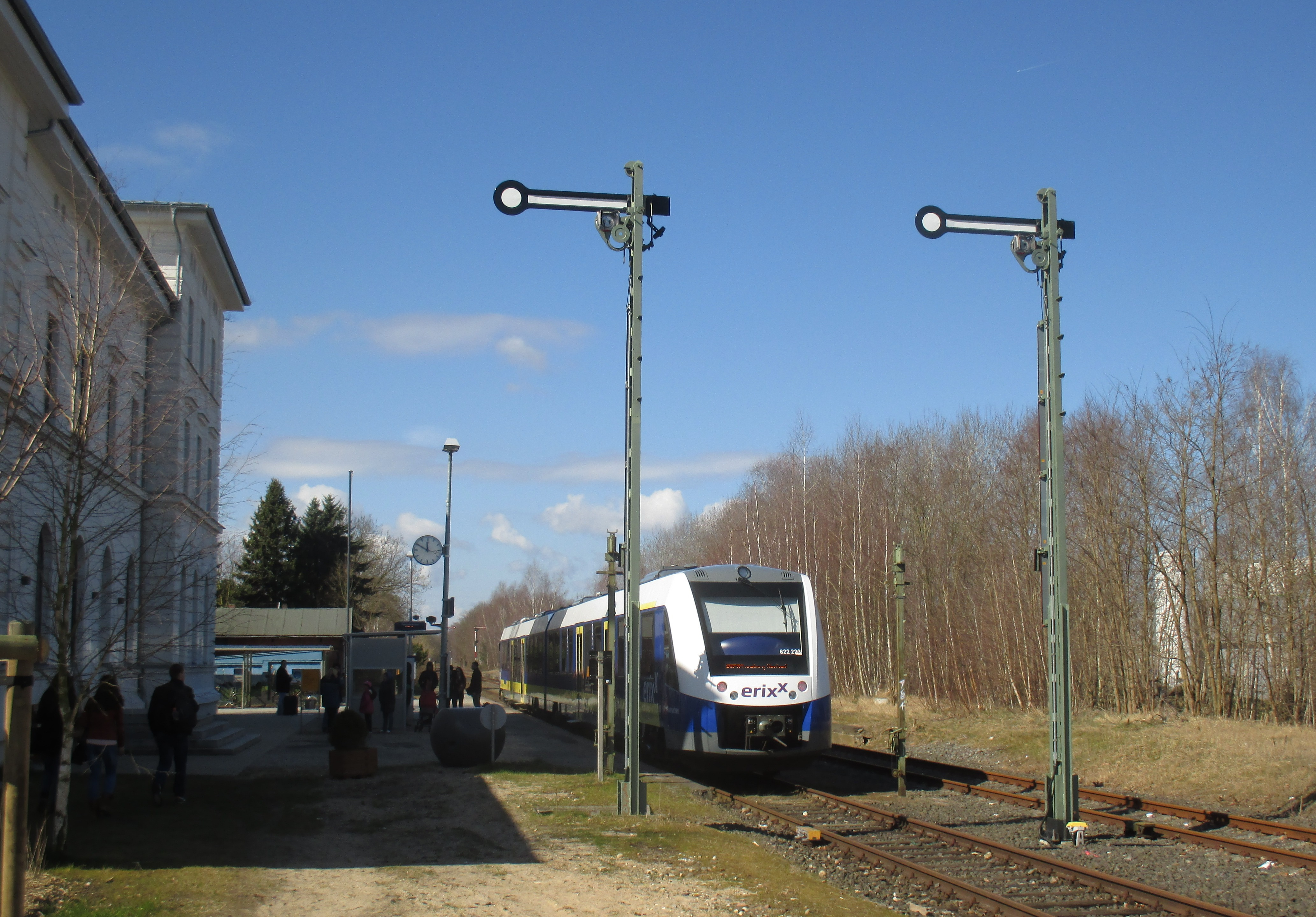
Triebwagen der erixx GmbH im Bahnhof Dannenberg Ost

### Betrieb
Bis Dezember 2014 wurde der Verkehr von DB Regio durchgeführt. Die Strecke wird mit Dieseltriebzügen des Typs Alstom Coradia Lint 54 (Baureihe 622) in Einzeltraktion betrieben.
| Linie           | Zuglauf | Takt                 | Kursbuchstrecke           | Eisenbahnverkehrsunternehmen | Fahrzeugmaterial           |
| --------------- | --- | -------------------- | ------------------------- | ---------------------------- | -------------------------- |
| RB 32           | Wendlandbahn Dannenberg Ost – Hitzacker – Leitstade – Göhrde – Neetzendorf – Dahlenburg – Bavendorf – Vastorf – Wendisch Evern – Lüneburg | fünf Fahrten täglich | 112: Wittenberge–Buchholz | erixx                        | 1 × Alstom Coradia LINT 54 |
| Stand: Mai 2024 | |                      |                           |                              |                            |

Auf der Strecke nach Lüchow verkehrten bis zur Stilllegung gelegentlich Sonderzüge.

## Zukunft
Bis 2029 plant die Landesnahverkehrsgesellschaft Niedersachsen nach Lüneburg eine Verdichtung auf einen Zweistundentakt mit Fahrtzeitbeschleunigung auf 51 Minuten. Im Endzustand soll ein Stundentakt eingeführt werden. Für die Aufladung batterieelektrischer Fahrzeuge soll im Bahnhof zudem eine Oberleitungsinselanlage errichtet werden.